# Ute Gruenwald
Ute Gruenwald (* 1943 in Berlin) ist eine zeitgenössische deutsch-amerikanische Malerin.

## Leben
Gruenwald studierte nach einem kurzen Psychologiestudium von 1965 bis 1967 an der Staatlichen Akademie der Bildenden Künste Stuttgart Malerei und Kunst am Bau. Mit dem Bildhauer Boris Grünwald verheiratet, wanderte sie im Jahr 1969 mit ihm und den gemeinsamen beiden Kindern in die USA aus. 1981 begann sie ein Studium an der California State University, Long Beach Zeichnen und Malerei. Von 1982 bis 1985 studierte sie an der University of California, Los Angeles, Art Department, als Hauptfach Malerei (Abschluss MFA 1985). 1986 war sie Mitbegründerin der Santa Monica Fine Art Studios in Santa Monica, die sie bis 1991 als Direktorin leitete. In diese Zeit fällt eine Lehrtätigkeit. 1992 kehrte sie nach 22 Jahren Amerikaaufenthalt nach Deutschland zurück, wo sie ihre Arbeit und Lehrtätigkeit fortsetzt. Sie lebt in der Nähe von Göttingen.

## Werk
Da sie mit den stark vereinfachten Ideologien an der Kunstakademie der 1960er Jahre nicht übereinstimmen konnte, zog sie sich damals von jeglichen Gruppierungen zurück und begann ihr eigenes malerisches Experiment in altmeisterlichem Stil und mit Themen aus der damaligen Gegenwart („Poppies“ 1972; „Dirty Sally dancing“ 1981). Erst 1982–85, während des neu aufgenommenen Studiums an der Universität in Los Angeles, UCLA, das sie mit dem MFA abschloss, öffnete sie sich radikal den verschiedenen Richtungen dieser Zeit. Es entstanden große Acryl- und Ölbilder (der Zyklus „Self-Portrait“ 1983–85; der Zyklus „Da Vinci-Variations“ 1985 und „A Beautiful Painting“ 1985) und erste Versuche in Installation und Performance. Diese Offenheit gegenüber den neuen Medien und künstlerischen Ausdrucksformen bestimmten von da an ihr Denken und Arbeiten und erklärt auch die Vielgestaltigkeit ihres Werkes. Dennoch blieb die Malerei mit ihren imaginären Räumen und den sich daraus ergebenden freien gestalterischen Möglichkeiten für sie immer ein unverzichtbarer Teil ihrer künstlerischen Auseinandersetzung (z. B. „Toxic Times I-III“ 1987/88; „… dein Vater ist im Krieg“ (boiling soup) 1989; „Ich bin ein Rübenberg“ 2005; „Das Versprechen – Das Versprechen“ (Zuckerhaufen) 2009 sowie die fünfteilige Installation „Die Gedanken sind frei“ 2008). Es ging Ute Gruenwald nie um die Entwicklung eines eigenen Stils. Würde man einen solchen suchen, so fände man ihn durchaus in der Intensität ihrer Auseinandersetzung und der Vielschichtigkeit ihrer Arbeiten. Ihr Werk ist immer kommunikativ ausgerichtet. Eine scheinbar reale Bildsprache zieht den Betrachter in die jeweilige Arbeit hinein. Doch durch einen absurden „Knick der Verfremdung“ (U.G.) wird er wieder in seine eigene Imagination entlassen, wo seine Gedanken selbstständig und frei agieren können. Die Freiheit des Denkens ist für Ute Gruenwald Thema und Anliegen.

## Ausstellungen (Auswahl)
- 1982 Benefit Show Jeffry Foundation, The Jeffry Institute, Los Angeles, CA
- 1983 Plurality, Gallery 350, Beverly Hills, CA
- 1984 Shoshana Wayne Gallery, Los Angeles, CA
- 1985 Frederic S. White Gallery, University of California, Los Angeles, CA
- 1987 Riverside Art Museum, Riverside, CA
- 1988 Dushane Fine Arts, Los Angeles, CA
- 1988 Mario Villa Gallery, New Orleans, Louisiana
- 1990 „Newcommers Show“, Municipal Art Gallery, Hollywood, CA
- 1991 Solo Show, Santa Monica City College Art Gallery, Santa Monica, CA
- 1993 Einzelausstellung, Altes Rathaus, Göttingen
- 1993 Einzelausstellung, Kunsthaus Essen
- 1995 Einzelausstellung Kunstverein Kassel im Fridericianum
- 1995 Gruppenausstellung „Kunst in der Pauliner Kirche“, Göttingen
- 1996 Einzelausstellung Galerie APEX, Göttingen
- 2001 „Meine Füße sind grün“ (Bildinstallation), Galerie APEX, Göttingen
- 2005 Einzelausstellung Künstlerhaus Göttingen: „Ich bin ein Rübenberg“
- 2006 Einzelausstellung Klosterkirche Bursfelde: „Als ob es tausend Wege gäbe“
- 2006 Gruppenausstellung LK Göttingen (1. Preisträgerin des Kulturpreises)
- 2008 „Die Gedanken sind frei …“. Einzelausstellung Künstlerhaus Göttingen im Rahmen der Kunstsequenzen
- 2010 Einzelausstellung „Zeitgleich“, Künstlerhaus Göttingen
- 2011 Gruppenausstellung „ …“ (Zitat), Künstlerhaus Göttingen
- 2012 Gruppenausstellung NordArt
- 2013 Gruppenausstellung NordArt
- 2014 Einzelausstellung „Walle, walle, ... dass, zum Zwecke...“, Ölmalerei - Installationen, Künstlerhaus Göttingen

## Sammlungen
Werke von Ute Gruenwald befinden sich in Privatsammlungen in den Vereinigten Staaten, Australien und Deutschland.